# Чезенатико
Чезенатико (итал. Cesenatico) је насеље у Италији у округу Форли-Чезена, региону Емилија-Ромања.
Према процени из 2011. у насељу је живело 18925 становника. Насеље се налази на надморској висини од 3 м.

## Становништво
Према резултатима пописа становништва 2011. у општини је живело 25.412 становника.
| 1951.  | 1961.  | 1971.  | 1981.  | 1991.  | 2001.  | 2011.  |
| ------ | ------ | ------ | ------ | ------ | ------ | ------ |
| 13.487 | 15.878 | 18.805 | 20.116 | 20.390 | 21.716 | 25.412 |

## Партнерски градови
- Сијер/Зидерс
- Обена
- Delfzijl
- Шварценбек
- Zelzate